# الیزابت می
الیزابت می (انگلیسی: Elizabeth May؛ زادهٔ ۹ ژوئن ۱۹۵۴) یک سیاست‌مدار، نویسنده، کنشگر و وکیل کانادایی است. وی رهبر حزب سبز کانادا و نماینده پارلمان کانادا از حوزه جزایر سانیچ‌گلف است.